# Miles Bellville
Miles Bellville (Billesdon, 28 de abril de 1909 — Bromyard, 27 de outubro de 1980) foi um velejador britânico, campeão olímpico. Ele competiu nos Jogos Olímpicos de Verão de 1936 na classe 6 Metre e conquistou a medalha de ouro a bordo do Lalage com Christopher Boardman, Russell Harmer, Charles Leaf e Leonard Martin. Elevando-se ao posto de Major nos Fuzileiros Navais Reais, Belville foi condecorado com a Cruz Militar durante a Segunda Guerra Mundial por seu envolvimento na Operação Ironclad em Madagascar.